# U-869
L'U-869 fu un sommergibile della Kriegsmarine tedesca della seconda guerra mondiale, appartenente alla classe Tipo IX ed entrato in servizio nel gennaio 1944.
Venne dato per disperso in azione nel febbraio 1945 nelle acque dell'oceano Atlantico, durante la sua prima e unica missione di guerra. La fine del battello e del suo equipaggio furono oggetto di congetture per molti decenni, trovando chiarezza solo dopo il ritrovamento del relitto nel 1991, al largo delle coste del New Jersey. Secondo la ricostruzione più accettata, il sommergibile fu affondato l'11 febbraio 1945 da unità navali della United States Navy durante un fallito attacco a un convoglio navale.

## Storia
Ordinato ai cantieri della AG Weser di Brema il 25 agosto 1941, il battello venne impostato il 5 aprile 1943 e quindi varato il 5 ottobre dello stesso anno. L'U-869 entrò ufficialmente in servizio il 26 gennaio 1944 al comando del Kapitänleutnant Hellmut Neuerburg, venendo assegnato in forza alla 4. Unterseebootsflottille (4ª Flottiglia sommergibili) di base a Stettino per completare l'addestramento dell'equipaggio; nell'ottobre 1944 fu dotato di un apparato Snorkel.
Il 1º dicembre 1944 l'U-869 passò in forza alla 33. Unterseebootsflottille di Flensburgoo in vista del suo dispiegamento operativo nelle acque dell'oceano Atlantico. Il battello aveva nel frattempo lasciato Kiel il 23 novembre per trasferirsi prima nella base di Horten e poi in quella di Kristianstad nella Norvegia occupata, dove giunse il 4 dicembre. L'8 dicembre seguente, sempre agli ordini di Neuerburg, il battello lasciò Krinstianstad per la sua prima (e unica) missione di guerra: tenendosi a nord delle isole Shetland e delle Fær Øer, entrò in Atlantico procedendo poi verso ovest alla volta delle coste dell'America settentrionale. Senza aver attaccato alcuna nave nemica, il battello smise di dare notizie di sé alla metà di febbraio 1945, scomparendo in mare con la perdita del suo intero equipaggio.
Le esatte circostanze della perdita dell'U-869 furono a lungo controverse. Dopo il suo ingresso in Atlantico il battello ricevette istruzioni dal Befehlshaber der U-Boote di cambiare la sua zona di pattugliamento dalle coste nordamericane all'area di Gibilterra, ma non è chiaro se l'ordine fosse stato ricevuto a bordo. Il 28 febbraio 1945 il cacciatorpediniere di scorta statunitense USS Fowler e il cacciasommergibili francese L'Indiscret riferirono di aver attaccato con bombe di profondità un sommergibile tedesco nelle acque davanti Rabat in Marocco; per quanto vi fosse incertezza se il battello attaccato fosse stato affondato o meno, questo venne identificato nei resoconti del dopoguerra nello U-869. 
Il fato del sommergibile iniziò a essere riscritto dopo la scoperta, il 2 settembre 1991, da parte di alcuni sommozzatori del relitto di un sommergibile tedesco nelle acque al largo della costa del New Jersey, nella posizione 39° 33' N, 73° 02' O e ad una profondità di 73 metri. Dopo varie immersioni e il recupero di alcuni manufatti a bordo, il 31 agosto 1997 venne confermato che il relitto era quello dell'U-869, il che portò a riscrivere le circostanze della sua scomparsa. Venne formulata inizialmente l'ipotesi che il sommergibile fosse affondato a causa di un lancio difettoso di uno dei suoi stessi siluri a guida acustica, il quale avrebbe compiuto un'inversione a U colpendo il battello. Nel giugno 2005, la United States Coast Guard formulò l'ipotesi oggi più accettata: il sommergibile tedesco sarebbe stato affondato l'11 febbraio 1945 in un attacco con porcospini e bombe di profondità da parte dei cacciatorpediniere di scorta USS Howard D. Crow e USS Koiner, durante un fallito tentativo di attacco al convoglio navale CU 58 in navigazione al largo del New Jersey.